# Jack Miller
Jack Peter Miller (ur. 18 stycznia 1995 w Townsville) – australijski motocyklista, który obecnie ściga się w najwyższej klasie Motocyklowych Mistrzostw Świata, MotoGP.

## Kariera

### Przed MMŚ
Mając 10 lat, Jack Miller wygrał swój pierwszy tytuł w lokalnych mistrzostwach w dirt tracku, w 2008 zaczął ścigać się na torach asfaltowych, wygrał zawody dla motocykli o pojemności 125cm3 (MRRDA), potem przeniósł się do Europy.

### 125cc, Moto3
Swój debiut na arenie międzynarodowej "Jackass" zaliczył w 2008 r. (sześć startów i zero punktów), równocześnie występował w mistrzostwach Hiszpanii (CEV Buckler) i na pełny etat w mistrzostwach Niemiec IDM (motocykle o pojemności 125cm3), które wygrał. Przy swojej pierwszej próbie podboju Moto3, Miller współpracował z zespołem Caretta Technology, dosiadał motocykla Hondy (NSF250R), w następnym sezonie zmienił już pracodawcę wiążąc się z Racing Team Germany, który także wystawiał Hondę z ramą od FTR, nie mogąc jednak rywalizować z silniejszymi KTM'ami, Miller musiał zadowolić się 7 pozycją na koniec roku gromadząc po drodze 110 punktów, był też najlepszym zawodnikiem jeżdżącym na Hondzie. Świetna postawa i walka do końca zagwarantowały Australijczykowi kontrakt z teamem Red Bull KTM Ajo, który wystawia motocykle KTM.

## Statystyki

### Sezony
| Sezon | Klasa  | Motocykl  | Wyścigi | Wygrane | Podia | PP | Najsz. okr. | Pkt. | Msc. |
| ----- | ------ | --------- | ------- | ------- | ----- | -- | ----------- | ---- | ---- |
| 2011  | 125cc  | Aprilia   | 6       | 0       | 0     | 0  | 0           | 0    | NC   |
| 2011  | 125cc  | KTM       | 6       | 0       | 0     | 0  | 0           | 0    | NC   |
| 2012  | Moto3  | Honda     | 14      | 0       | 0     | 0  | 0           | 17   | 23   |
| 2013  | Moto3  | FTR Honda | 17      | 0       | 0     | 0  | 0           | 110  | 7    |
| 2014  | Moto3  | KTM       | 18      | 6       | 10    | 8  | 1           | 276  | 2    |
| 2015  | MotoGP | Honda     | 18      | 0       | 0     | 0  | 0           | 17   | 19   |
| 2016  | MotoGP | Honda     | 4       | 0       | 0     | 0  | 0           | 2*   | 22*  |
| Razem |        |           | 77      | 6       | 10    | 8  | 1           | 422  |      |

* – sezon w trakcie

### Starty
| Sezon | Klasa  | Motocykl  | 1      | 2       | 3       | 4       | 5      | 6       | 7       | 8      | 9         | 10      | 11     | 12      | 13     | 14     | 15     | 16     | 17      | 18     | Poz. | Pkt. |
| ----- | ------ | --------- | ------ | ------- | ------- | ------- | ------ | ------- | ------- | ------ | --------- | ------- | ------ | ------- | ------ | ------ | ------ | ------ | ------- | ------ | ---- | ---- |
| 2011  | 125 cc | Aprilia   | QAT    | SPA     | POR     | FRA     | CAT    | GBR     | NED     | ITA    | \|GER Ret | CZE     | IND    |         |        |        |        |        |         | NS     | 0    |      |
| 2011  | 125 cc | KTM       |        |         |         |         |        |         |         |        |           |         |        | RSM 24  | ARA    | JPN 16 | AUS 23 | MAL 16 | VAL Ret | NS     | 0    |      |
| 2012  | Moto3  | Honda     | QAT 25 | SPA Ret | POR     | FRA Ret | CAT 15 | GBR Ret | NED DSQ | GER 4  | ITA 21    | IND DNS | CZE    | RSM Ret | ARA 19 | JPN 19 | MAL 13 | AUS 21 | VAL Ret |        | 23   | 17   |
| 2013  | Moto3  | FTR Honda | QAT 16 | AME 6   | SPA Ret | FRA 12  | ITA 10 | CAT 7   | NED 7   | GER 7  | IND Ret   | CZE 7   | GBR 7  | RSM 5   | ARA 13 | MAL 6  | AUS 5  | JPN 6  | VAL Ret |        | 7    | 110  |
| 2014  | Moto3  | KTM       | QAT 1  | AME 1   | ARG 3   | SPA 4   | FRA 1  | ITA NU  | CAT 4   | NED NU | GER 1     | IND 3   | CZE 5  | GBR 6   | RSM 3  | ARA NU | JPN 5  | AUS 1  | MAL 2   | VAL 1  | 2    | 276  |
| 2015  | MotoGP | Honda     | QAT NU | AME 14  | ARG 12  | SPA 20  | FRA NU | ITA NU  | CAT 11  | NED NU | GER 15    | IND NU  | CZE 19 | GBR NU  | RSM 12 | ARA 19 | JPN NU | AUS 15 | MAL 17  | VAL 21 | 19   | 17   |
| 2016  | MotoGP |           | QAT 14 | ARG NU  | AME NW  | ESP 17  | FRA NU | ITA NU  | CAT 10  | NED 1  | GER 7     | AUT     | CZE    | GBR 16  | SMR    | ARA    | JPN NU | AUS 10 | MAL 8   | VAL 15 | 18   | 57   |

10* – sezon w trakcie